# Yannick (Film)
Yannick ist eine Schwarze Komödie von Quentin Dupieux. Raphaël Quenard spielt in dem Film in der Titelrolle den Besucher eines Varietétheaters, der von dem Stück enttäuscht ist und daher die Schauspieler als Geisel nimmt und selbst die Regie übernimmt. Yannick kam Anfang August 2023 in die französischen Kinos.

## Handlung
Ein junger Mann namens Yannick besucht in dem Pariser Théâtre Déjazet eine Boulevardkomödie mit dem Titel Le Cocu. Er arbeitet in Melun als Parkwächter und hat sich extra einen Tag frei genommen, ist 45 Minuten nach Paris gereist und nochmal 15 Minuten zu Fuß gegangen, um sich das Stück anzusehen.
Frustriert von der mittelmäßigen Vorstellung steht Yannick inmitten der Aufführung auf und beginnt in seinem besonderen Dialekt eine Diskussion mit den drei Schauspielern, die sich alle Mühe geben, dem Unruhestifter zu erklären, dass der Autor des Stücks nicht anwesend ist. Man geleitet den jungen Mann zum Ausgang, doch Yannick kommt mit einer Pistole in der Hand zurück und nimmt alle Anwesenden als Geisel. Er macht sich daran, das Stück mit den Schauspielern grundlegend zu überarbeiten. Yannick will damit beweisen, dass auch ein Parkwächter gute Unterhaltung schreiben kann.

## Produktion
Regie führte Quentin Dupieux, der auch das Drehbuch schrieb. Es handelt sich um den 12. Spielfilm des französischen Musikers, Künstlers und Filmemachers.

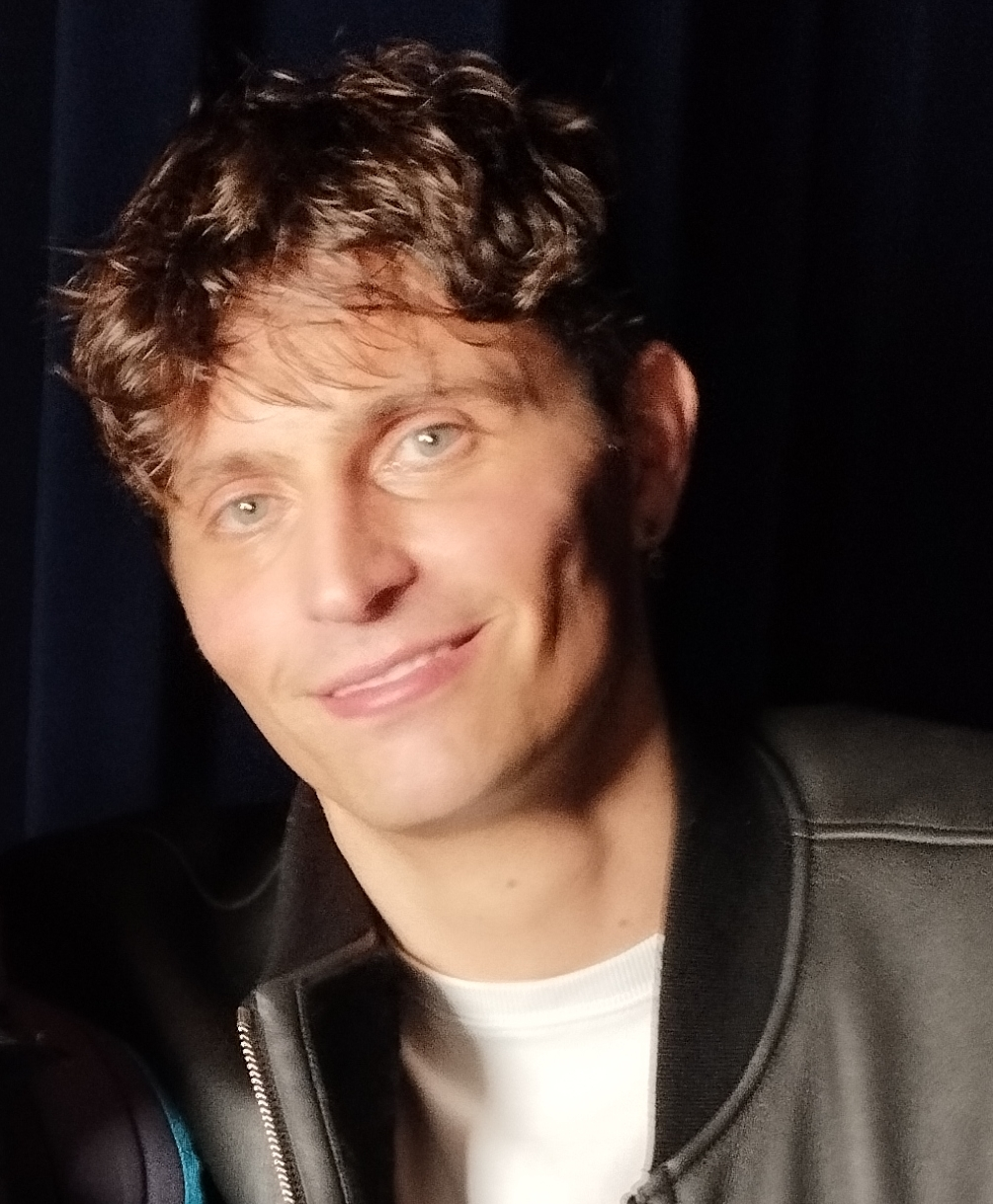
Raphaël Quenard spielt in der Titelrolle Yannick

Der Nachwuchsschauspieler Raphaël Quenard, bekannt aus Die Junggesellen, Final Cut of the Dead und Schrottplatzköter, spielt in der Titelrolle den enttäuschten Theaterbesucher Yannick. Er war bereits in Dupieux' Fantasykomödie Mandibules an der Seite von Adèle Exarchopoulos und Grégoire Ludig und in dessen Science-Fiction-Komödie Fumer fait tousser in Nebenrollen zu sehen. Pio Marmaï, Blanche Gardin und Sébastien Chassagne spielen die drei auf der Bühne stehenden Schauspieler Paul Rivière, Sophie Denis und William Keller.
Die Dreharbeiten fanden in dem echten Pariser Théâtre Déjazet im 3. Arrondissement statt. Es verfügt über 1.000 Plätze, besteht seit 1851 und ist damit eines der ältesten Theater in Paris. Die Dreharbeiten dauerten sechs Tage. Dupieux führte dabei selbst die Kamera und übernahm auch den Filmschnitt.
Der Film kam am 2. August 2023 in die französischen Kinos. Am 3. August 2023 feierte er beim Locarno Film Festival seine internationale Premiere. Am 31. Oktober 2023 wurde Yannick als Abschlussfilm der Viennale gezeigt. Im März 2024 wurde der Film beim Glasgow Film Festival vorgestellt. Am 5. April 2024 wurde er in Großbritannien und Irland in das Programm von Mubi aufgenommen.

## Rezeption

### Kritiken

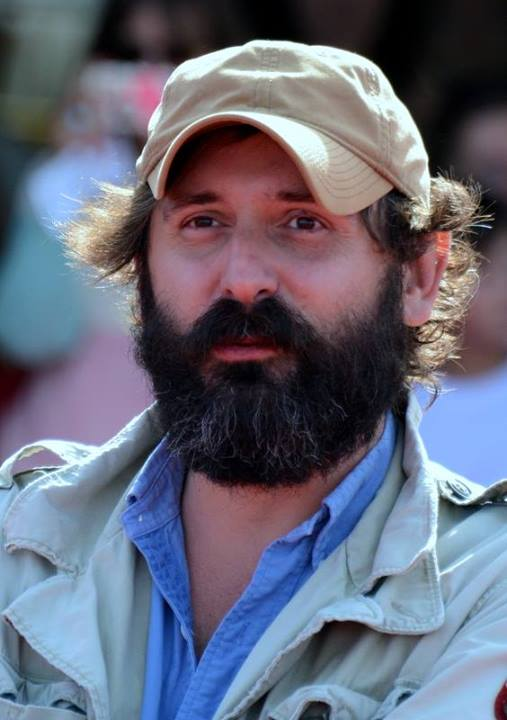
Regisseur Quentin Dupieux

Von den bei Rotten Tomatoes aufgeführten Kritiken sind 95 Prozent positiv.
Mathieu Macheret schreibt in Le Monde, die abgebrochene Aufführung erzeuge eine Blase der Fremdartigkeit, eine Zone des Unbehagens und der Unsicherheit, in der die Charaktere kämpfen, als wären sie eingesperrt, wie sie der Filmemacher Quentin Dupieux liebt. Yannick stehe hier für den „Durchschnittszuschauer“, auch wenn er nicht unbedingt als Held des Volkes dargestellt werde. Mit seinem Eingreifen verstoße Yannick gegen die goldene Regel des Theaters, einem Ort sozialer Rituale, wo es eine symbolische Trennung von Bühne und Zuschauerraum gibt, wenn er mit der Passivität des Publikums bricht, das eigentlich zum Schweigen und zur Zurückhaltung seiner Meinung bis zum Ende eines Stückes verdonnert ist.
Peter Bradshaw beschreibt Yannick in seiner Kritik im Guardian als eine seltsame Mischung aus Martin Scorseses The King of Comedy, Michael Hanekes Funny Games und der jüngsten Broadway-Produktion An Enemy of the People, in der sich die Schauspieler Jeremy Strong und Michael Imperioli mit Klimaprotestlern streiten.

### Auszeichnungen
César 2024

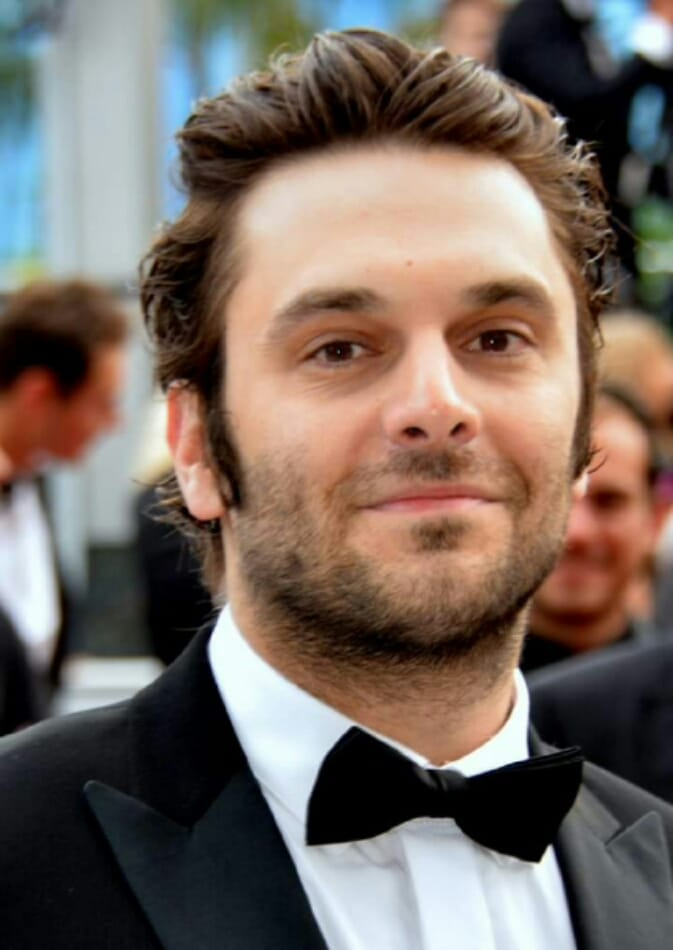
Pio Marmaï spielt Paul Rivière

- Nominierung als Bester Hauptdarsteller (Raphaël Quenard)
- Nominierung als Bester Nebendarsteller (Pio Marmaï)

Locarno Film Festival 2023
- Nominierung für den Goldenen Leoparden (Quentin Dupieux)
- Auszeichnung als Bester europäischer Film mit dem Europa Cinemas Label Award (Quentin Dupieux)[4][9]

Prix Lumières 2024
- Nominierung für das Beste Drehbuch (Quentin Dupieux)[10]